# 利比韦鲁单抗
利比韦鲁单抗是一种针对乙型肝炎病毒的人类单克隆抗体。